# الدوري المصري الممتاز 2017–18
الدوري المصري الممتاز 2017–18 هو النسخة الـ59 من الدوري المصري الممتاز للموسم الرياضي 2017–18. ويعتبر البطولة الأولى في جمهورية مصر العربية ، وهذه النسخة من بطولة الدوري يتنافس من خلاله 18 فريقًا. مقسمة إلي 34 مرحلة (أسبوع) ، يلعب كل فريق 17 مباراة ذهابًا ، و17 مباراة أخرى إيابًا بحيث تكون مرحلة الذهاب علي ملعب أحد الفريقين بينما تكون مرحلة الإياب علي ملعب الآخر. ويحصل الفائز على ثلاث نقاط والمتعادل على نقطة واحدة.وصاحب أكبر عدد من النقاط في نهاية الموسم يتوج بدرع الدوري المصرى.

## الفرق المتنافسة

### اللاعبون
يحق لكل فريق إضافة 30 لاعبًا كحد أقصى للقائمة بعد زيادتها من 25 لاعبًا عام 2010.
ويحق لكل نادي بتواجد 4 لاعبين أجانب في قوائم الفرق 4
أجانب تحت السن بعد تغيير العدد من 3 لاعبين ويمكن قيد اللاعب الفلسطيني أو السوري بحد أقصى لاعبين اثنين فقط و يتم معاملتهم معاملة اللاعبين المصريين

### المدربون والملاعب
الاتحاد السكندري

سموحة

الأهلي

الداخلية

الإنتاج الحربي

إنبي

طلائع الجيش

المقاولون العرب

وادي دجلة

الزمالك

النصر

| النادي           | المدرب          | الملعب (السعة)                | ملاحظات                                 |
| ---------------- | --------------- | ----------------------------- | --------------------------------------- |
| الاتحاد السكندري | محمد عمر        | ستاد الإسكندرية (20,000)      |                                         |
| الإسماعيلي       | بيدرو بارني     | استاد الإسماعيلية (18,525)    |                                         |
| الإنتاج الحربي   | مختار مختار     | ستاد السلام (25,000)          |                                         |
| الأسيوطي         | علي ماهر        | ملعب منتجع الأسيوطي           | صعد من الممتاز ب                        |
| الأهلي           | حسام البدري     | ستادالسلام (25,000)           | حامل اللقب                              |
| الداخلية         | علاء عبد العال  | ستاد الشرطة (20,000)          |                                         |
| الرجاء المصري    | رمضان السيد     | ستاد حرس الحدود (22,000)      | صعد من الممتاز ب                        |
| الزمالك          | خالد جلال       | ستاد القاهرة الدولي (75,000)  |                                         |
| المصري           | حسام حسن        | ستاد برج العرب (18,525)       | أقدم مدربي الدوري حتى الأن[بحاجة لمصدر] |
| المقاولون العرب  | محمد عودة       | ستاد المقاولون العرب (35,000) |                                         |
| النصر المصري     | سيد عيد         | ستاد القاهرة الدولي (75,000)  | صعد من الممتاز ب                        |
| إنبي             | خالد متولي      | ستاد بتروسبورت (25,000)       |                                         |
| بتروجيت          | طارق يحيى       | ملعب السويس (27,000)          |                                         |
| سموحة            | ميمي عبد الرازق | ستاد الإسكندرية (20,000)      |                                         |
| طلائع الجيش      | محمد حلمي       | ستاد الدفاع الجوي (30,000)    |                                         |
| طنطا             | عماد النحاس     | ستاد طنطا (20,000)            |                                         |
| مصر المقاصة      | طلعت يوسف       | ستاد الفيوم (10,000)          |                                         |
| وادي دجلة        | طارق العشري     | ستاد الدفاع الجوي (30,000)    |                                         |

### تغيرات المدربين
| الفريق            | المدرب الراحل     | سبب الرحيل            | تاريخ الرحيل   | مركز الفريق      | المدرب الجديد          | تاريخ التعيين  |
| ----------------- | ----------------- | --------------------- | -------------- | ---------------- | ---------------------- | -------------- |
| الأسيوطي          | أيمن المزين       | تعاقد مع نادي مصر     | 17 أبريل 2017  | قبل بداية الموسم | علي ماهر               | 4 May 2017     |
| الرجاء            | نبيل محمود        | إقالة                 | 8 يونيو 2017   | قبل بداية الموسم | خالد القماش            | 10 يونيو 2017  |
| سموحة             | مؤمن سليمان       | نهاية عقد             | 30 يونيو 2017  | قبل بداية الموسم | فرانتيشيك ستراكا       | 22 يوليو 2017  |
| الاتحاد           | خوان خوسيه ماكيدا | نهاية عقد             | 30 يونيو 2017  | قبل بداية الموسم | هاني رمزي              | 19 أغسطس 2017  |
| الإسماعيلي        | أبو طالب العيسوي  | بالتراضي بين الطرفين  | 10 يوليو 2017  | قبل بداية الموسم | سيباستيان ديسابر       | 10 يوليو 2017  |
| الزمالك           | أوغوستو إيناسيو   | إقالة                 | 27 يوليو 2017  | قبل بداية الموسم | نيبويشا يوفوفيتش       | 28 أغسطس 2017  |
| مصر للمقاصة       | إيهاب جلال        | بالتراضي بين الطرفين  | 3 أغسطس 2017   | قبل بداية الموسم | مؤمن سليمان            | 3 أغسطس 2017   |
| الرجاء            | خالد القماش       | استقالة               | 27 سبتمبر 2017 | الـ18            | عماد النحاس            | 28 سبتمبر 2017 |
| إنبي              | طارق العشري       | استقالة               | 15 أكتوبر 2017 | الـ16            | إيهاب جلال             | 15 أكتوبر 2017 |
| مصر للمقاصة       | مؤمن سليمان       | استقالة               | 19 أكتوبر 2017 | الـ17            | عماد سليمان            | 22 أكتوبر 2017 |
| الاتحاد           | هاني رمزي         | اقالة                 | 21 أكتوبر 2017 | الـ10            | جون ميشيل كافالي       | 21 أكتوبر 2017 |
| طلائع الجيش       | أحمد سامي         | استقالة               | 27 نوفمبر 2017 | الـ13            | حلمي طولان             | 29 نوفمبر 2017 |
| سموحة             | فرانتيشيك ستراكا  | استقالة               | 30 نوفمبر 2017 | الـ6             | ميمي عبد الرازق (مؤقت) | 30 نوفمبر 2017 |
| طنطا              | خالد عيد          | استقالة               | 3 ديسمبر 2017  | الـ14            | أسامة عرابي            | 3 ديسمبر 2017  |
| وادي دجلة         | أحمد حسام ميدو    | استقالة               | 3 ديسمبر 2017  | الـ17            | طارق العشري            | 5 ديسمبر 2017  |
| سموحة             | ميمي عبد الرازق   | نهاية الفترة المؤقتة  | 9 ديسمبر 2017  | الـ4             | طلعت يوسف              | 9 ديسمبر 2017  |
| الاتحاد           | جون ميشيل كافالي  | اقالة                 | 11 ديسمبر 2017 | الـ11            | خوان خوسيه ماكيدا      | 16 ديسمبر 2017 |
| الرجاء            | عماد النحاس       | اقالة                 | 24 ديسمبر 2017 | الـ18            | أحمد العجوز            | 24 ديسمبر 2017 |
| الإسماعيلي        | سيباستيان ديسابر  | تعاقد مع منتخب أوغندا | 27 ديسمبر 2017 | الـ1             | أبو طالب العيسوي       | 31 ديسمبر 2017 |
| الرجاء            | أحمد العجوز       | استقالة               | 30 ديسمبر 2017 | الـ18            | رمضان السيد            | 31 ديسمبر 2017 |
| الزمالك           | نيبويشا يوفوفيتش  | اقالة                 | 3 يناير 2018   | الـ4             | إيهاب جلال             | 6 يناير 2018   |
| إنبي              | إيهاب جلال        | تعاقد مع الزمالك      | 6 يناير 2017   | الـ5             | طارق عبد الله          | 07-01-2018     |
| الإسماعيلي        | أبو طالب العيسوي  | إستقالة               | 22 يناير 2018  | الـ2             | بيدرو بارني            | 31 يناير 2018  |
| سموحة             | طلعت يوسف         | إستقالة               | 11 فبراير 2018 | الـ5             | ميمي عبد الرازق        | 30 نوفمبر 2017 |
| إنبي              | طارق عبد الله     | إستقالة               | 11 فبراير 2018 | ال7              | خالد متولي             | 11 فبراير 2018 |
| الاتحاد الإسكندري | خوان خوسيه ماكيدا | إستقالة               | 11 فبراير 2018 | ال15             | محمد عمر               | 11 فبراير 2018 |
| مصر للمقاصة       | عماد سليمان       | بالتراضي بين الطرفين  | 16 فبراير 2018 | ال13             | طلعت يوسف              | 16 فبراير 2018 |
| طنطا              | أسامة عرابي       | إقالة                 | 28 فبراير 2018 | ال16             | عماد النحاس            | 1 مارس 2018    |
| طلائع الجيش       | حلمي طولان        | بالتراضي بين الطرفين  | 9 مارس 2018    | ال12             | محمد حلمي              | 9 مارس 2018    |
| الزمالك           | إيهاب جلال        | إستقالة               | 9 مارس 2018    | ال3              | خالد جلال              | 13 أبريل 2018  |

## النتائج

### جدول الترتيب
| م  | الفريق           | لعب | ف  | ت  | خ  | أ.له | أ.ع | أ.ف | نقاط | التأهل أو الهبوط                      |
| -- | ---------------- | --- | -- | -- | -- | ---- | --- | --- | ---- | ------------------------------------- |
| 1  | الأهلي           | 34  | 28 | 4  | 2  | 75   | 19  | +56 | 88   | يتأهل إلى دوري الأبطال                |
| 2  | الإسماعيلي       | 34  | 19 | 11 | 4  | 50   | 27  | +23 | 68   | يتأهل إلى دوري الأبطال                |
| 3  | المصري           | 34  | 18 | 9  | 7  | 52   | 34  | +18 | 63   | يتأهل إلى كأس الكونفيدرالية           |
| 4  | الزمالك          | 34  | 18 | 7  | 9  | 45   | 30  | +15 | 61   | يتأهل إلى كأس الكونفيدرالية           |
| 5  | سموحة            | 34  | 14 | 9  | 11 | 37   | 26  | +11 | 51   |                                       |
| 6  | إنبي             | 34  | 12 | 14 | 8  | 39   | 38  | +1  | 50   |                                       |
| 7  | الإنتاج الحربي   | 34  | 12 | 11 | 11 | 36   | 36  | 0   | 47   |                                       |
| 8  | مصر للمقاصة      | 34  | 12 | 10 | 12 | 48   | 44  | +4  | 46   |                                       |
| 9  | الأسيوطي سبورت   | 34  | 10 | 12 | 12 | 43   | 41  | +2  | 42   |                                       |
| 10 | المقاولون العرب  | 34  | 10 | 12 | 12 | 42   | 49  | −7  | 42   |                                       |
| 11 | الاتحاد السكندري | 34  | 9  | 14 | 11 | 41   | 43  | −2  | 41   |                                       |
| 12 | بتروجيت          | 34  | 9  | 11 | 14 | 32   | 40  | −8  | 38   |                                       |
| 13 | طلائع الجيش      | 34  | 9  | 11 | 14 | 26   | 42  | −16 | 38   |                                       |
| 14 | الداخلية         | 34  | 8  | 13 | 13 | 37   | 46  | −9  | 37   |                                       |
| 15 | وادي دجلة        | 34  | 8  | 10 | 16 | 31   | 46  | −15 | 34   |                                       |
| 16 | الرجاء           | 34  | 5  | 12 | 17 | 24   | 53  | −29 | 27   | يهبط إلى الدوري المصري الدرجة الثانية |
| 17 | طنطا             | 34  | 4  | 14 | 16 | 27   | 44  | −17 | 26   | يهبط إلى الدوري المصري الدرجة الثانية |
| 18 | النصر            | 34  | 4  | 10 | 20 | 33   | 60  | −27 | 22   | يهبط إلى الدوري المصري الدرجة الثانية |

### نتائج المباريات
| المضيف \ الضيف   | الأهلي | الجيش | المقاصة | الرجاء | الإسماعيلي | الاتحاد | المقاولون | الأسيوطي | النصر | الإنتاج | الداخلية | المصري | إنبي | طنطا | سموحة | دجلة | بتروجيت | الزمالك |
| ---------------- | ------ | ----- | ------- | ------ | ---------- | ------- | --------- | -------- | ----- | ------- | -------- | ------ | ---- | ---- | ----- | ---- | ------- | ------- |
| الأهلي           | —      | 1–1   | 2–1     | 4–1    | 1–0        | 2–0     | 5–2       | 1–0      | 5–0   | 2–1     | 2–0      | 2–0    | 4–1  | 2–1  | 2–1   | 1–0  | 3–0     | 1–2     |
| طلائع الجيش      | 0–2    | —     | 1–0     | 2–1    | 1–1        | 0–0     | 4–5       | 2–1      | 1–3   | 2–2     | 0–2      | 0–4    | 1–0  | 0–0  | 0–1   | 0–0  | 1–2     | 1–0     |
| مصر المقاصة      | 3–2    | 4–0   | —       | 3–0    | 1–4        | 2–0     | 0–2       | 0–0      | 1–4   | 3–1     | 1–2      | 1–4    | 0–0  | 0–0  | 2–0   | 2–0  | 2–0     | 1–0     |
| الرجاء           | 1–3    | 1–0   | 1–1     | —      | 0–0        | 2–2     | 1–0       | 0–2      | 0–0   | 0–2     | 0–1      | 0–0    | 3–0  | 0–1  | 0–0   | 3–3  | 1–1     | 1–1     |
| الإسماعيلي       | 0–2    | 1–1   | 2–1     | 5–0    | —          | 0–0     | 1–1       | 1–1      | 2–0   | 2–0     | 2–1      | 1–1    | 1–1  | 2–2  | 1–0   | 2–1  | 0–0     | 3–1     |
| الاتحاد السكندري | 0–3    | 0–0   | 2–2     | 0–0    | 2–4        | —       | 1–1       | 2–0      | 3–0   | 1–1     | 2–1      | 0–1    | 1–1  | 1–1  | 2–0   | 4–0  | 2–2     | 0–2     |
| المقاولون العرب  | 0–3    | 0–2   | 0–1     | 3–0    | 2–0        | 3–2     | —         | 1–1      | 2–2   | 1–1     | 1–1      | 1–2    | 2–2  | 1–1  | 0–3   | 0–0  | 2–0     | 0–0     |
| الأسيوطي سبورت   | 0–1    | 1–1   | 1–1     | 3–1    | 0–2        | 1–1     | 1–1       | —        | 5–1   | 3–1     | 4–2      | 1–2    | 1–1  | 2–1  | 0–0   | 0–2  | 3–2     | 0–1     |
| النصر            | 0–4    | 1–0   | 0–1     | 3–1    | 2–3        | 2–3     | 1–2       | 2–2      | —     | 0–1     | 0–0      | 2–3    | 1–2  | 1–2  | 0–2   | 0–1  | 0–1     | 1–2     |
| الإنتاج الحربي   | 1–2    | 1–0   | 1–0     | 2–1    | 0–1        | 3–2     | 2–3       | 1–0      | 1–1   | —       | 1–1      | 1–1    | 1–1  | 1–0  | 0–0   | 2–0  | 2–1     | 1–1     |
| الداخلية         | 0–3    | 1–2   | 2–2     | 2–0    | 0–0        | 2–2     | 1–2       | 2–0      | 1–1   | 0–1     | —        | 0–3    | 1–2  | 2–0  | 0–0   | 1–1  | 1–1     | 1–2     |
| المصري           | 0–2    | 0–0   | 3–2     | 0–0    | 1–2        | 0–2     | 1–0       | 3–1      | 2–1   | 0–0     | 1–1      | —      | 1–1  | 6–3  | 2–1   | 1–0  | 2–1     | 1–2     |
| إنبي             | 0–1    | 1–1   | 2–1     | 2–0    | 2–0        | 2–0     | 3–2       | 0–0      | 1–1   | 2–0     | 3–3      | 2–1    | —    | 3–1  | 1–1   | 1–0  | 0–2     | 0–0     |
| طنطا             | 1–1    | 0–1   | 3–3     | 0–0    | 0–1        | 0–1     | 0–1       | 1–1      | 0–0   | 0–2     | 1–2      | 1–2    | 0–1  | —    | 1–0   | 3–1  | 0–0     | 1–1     |
| سموحة            | 0–0    | 0–1   | 1–0     | 1–0    | 1–2        | 1–1     | 3–0       | 1–3      | 1–1   | 2–1     | 1–0      | 3–2    | 4–0  | 2–0  | —     | 2–1  | 0–0     | 0–1     |
| وادي دجلة        | 1–1    | 1–0   | 3–3     | 2–3    | 1–2        | 1–0     | 2–0       | 0–2      | 1–1   | 2–1     | 1–2      | 0–0    | 2–1  | 0–0  | 0–1   | —    | 2–1     | 0–3     |
| بتروجيت          | 1–2    | 2–0   | 0–0     | 0–1    | 0–1        | 2–0     | 1–1       | 1–2      | 2–0   | 1–0     | 1–1      | 0–1    | 1–0  | 1–1  | 2–1   | 2–2  | —       | 1–3     |
| الزمالك          | 0–3    | 3–0   | 1–3     | 4–1    | 0–1        | 1–2     | 1–0       | 2–1      | 2–1   | 0–0     | 3–0      | 0–1    | 0–0  | 2–1  | 0–3   | 1–0  | 3–0     | —       |

### إحصائيات بطولة الدوري[63]

#### أهداف
| 18 هدف - وليد أزارو 16 هدف - جون أنطوي 14 هدف - دييغو كالديرون 13 هدف - عمر السعيد 12 هدف - أحمد جمعة 10 أهداف - كابونجو كاسونجو - عبد الله السعيد 9 أهداف - جونيور أجاي - حسام حسن - حسين الشحات - صلاح محسن - صلاح أمين - أحمد علي كامل - خالد قمر - أحمد شكري 8 أهداف - محمد حمدي زكي - وليد سليمان - أريستيد بانسي - محمد حسن ميدو - حسني عبد ربه - محمد مجدي 7 أهداف - ناجي جدو - ناصر منسي - عرفة السيد - سيف الدين الجزيري - محمد فاروق 6 أهداف - إبراهيم حسن - كريم بامبو - مصطفى محمد أحمد - عمر بسام - محمد زيكا - محمد جابر | 5 أهداف - شكري نجيب - أحمد سعيد - أحمد مدبولي - محمود علاء - إيسوف واتارا - إسلام أبو سليمة - محمد شاهين - أوميد أوكري - ابراهيما نداي - محمود متولي - بينسون شيلونجو - محمود عبد العزيز - إسلام عيسى - شريف دابو - محمد أشرف محمد 4 أهداف - مانوتشو - أحمد الصعيدي - إسلام محارب - سعد سمير - عبد الرحمن السويسي - محمد عنتر - شيميلس بيكيلي - إريك تراوري - محمد كوفي - عبد العزيز الشاعر - السيد فريد - عاصم صلاح - مهند مصطفى لاشين - حمادة ناصر - محمد رزق إمام 3 أهداف - أحمد كابوريا - محمد بازوكا - نور السيد - مروان النجار - محمود صلاح عبد الناصر - مروان محسن - أحمد مصطفى - باسم مرسي - طاهر محمد طاهر - محمد سمير - صلاح سليمان - حمدي فتحي - محمد بسيوني - علاء علي - عمر النجدي - تالا نداييه - باولن فوافي - باتريك مالو - حسام سلامة - جدو - محمد سعيد - صلاح عاشور | هدفين - أحمد الألفي - خالد متولي الغندور - رزاق سيسيه - فوزي الحناوي - محمد علي منصر - هشام شحاتة - إسلام رشدي - إسلام عبد النعيم عبد القادر - موسى كمارا - عمر فتحي - أحمد الشيخ - أيمن أشرف - عمرو السولية - مؤمن زكريا - أحمد صابر - أحمد علاء الدين - سادو سانبوري - محمد شريف - جيروم ويا - مؤمن ابراهيم - عماد فتحي - معروف يوسف - نانا بوكو - بنجامين أشيمبونج - إسلام صلاح - حجاج عويس - حسين الحسيني - خالد رضا - محمد البغدادي - محمود القط - محمود قاعود - عمرو الحلواني - محمد سالم - محمد عبد السلام - كريم طارق - ناصر ماهر - بلال جمال - خالد سطوحي - محمود غالي - جوزيف بيساه - أحمد عبد الظاهر - أحمد سامي - مروان حمدي - أحمد رؤوف - السيد سالم - أحمد الشناوي - محمد هلال - محمود مرعي - أحمد حمودي - عمرو كمال - أحمد سمير فرج - صالح موسى - هشام فتح الله - رامي عادل - عصام صبحي - محمود منصور | هدف - شوقي السعيد - محمد عبد المجيد - إيمانويل باناهيني - ويلسون اكاكبو - محمد عطوة - محمد كاماتشو - لؤي وائل - السيد الشبراوي - عباس أميدو - عبد العزيز موسى - معاذ الحناوي - محمد خليفة - محمود رزق - محمد محسن - ريتشارد بافور - محمد أبوالمجد - محمد صادق - محمد فتحي - وجيه عبد الحكيم - حمادة طلبة - إسحاق موليم - إسلام صيام - أحمد سعيد أوكا - أحمد عفيفي - شريف رضا - محمد طارق - أحمد فتحي - باسم علي - حسين السيد - فاكاماني ماهلامبي - كريم نيدفيد - محمد هاني - ميدو جابر - جون لينون - سيدرك اندو - هاني العجيزي - أحمد حمبوزو - محمد عبد الله - محمود المغربي - نصر رمضان - أيمن حفني - عبد الله جمعة - محمد الشامي - محمود حمدي - مؤيد العجان - إسلام سري - محمد حمدي - محمد شطة - محمد عبد اللطيف غريندو - وليد حسن - توريك جبرين - محمود فتح الله | هدف - إسلام فؤاد - محمد متولي - يوسف الجوهرى - وليام - إسلام مصطفى - كومبوسا محمد - أحمد حسين - جون مانجا - محمود صقر - عمار حمدي - فرانك إلفيس - أحمد يوسف - سمير فكري - عبد الرحمن عامر - أحمد جعفر - أحمد فوزي - أحمد جمال - لاما كولين - محمد أحمد كامل - محمد دبش - محمد رجب - بانو دياوارا - ياسر إبراهيم - اوغستين اوكرا - أحمد حمص - طارق طه - إسلام جمال - عمرو عبد الفتاح عموري - معتمد محسن - وائل فرج - حمادة الغنام - رمضان ربيع - محمد مرسي - محمد مسعد - مصطفى شبيطة - هاني سعيد - رجب عمران - صلاح ريكو - محمد التوني - أحمد عيد عبد الملك - حسام عرفات - حسين ياسر المحمدي - محمد حسن - محمد رضا بوبو - عمرو موسى - محمد أشرف - سعيد مراد - علي العربي - حازم ممدوح - أحمد نبيل مانجا - أسامة عزب | هدف ذاتي - أحمد يونس - أيمن أشرف - رجب بكار - محمود غالي - مصطفى محمد أحمد - إسلام طارق - إسماعيل يورنوجو - أحمد السباعي - أحمد صابر - أحمد محسن - جهاد جنيدي - خالد عبد الرازق - عبد الرحمن عامر - عبد الوهاب إسماعيل - فادي نجاح - فوزي علي - محمد ناصف - محمد هاشم |

#### إنذارات وطرود
| طرد - حجاج عويس (2) - مصطفى محمد مارسيلو (2) - السيد فريد - الهاني سليمان - إبراهيم صلاح - إسلام فؤاد - أحمد بحبح - أحمد سعيد محمد - أحمد علاء الدين - باتريك مالو - تالا نداييه - حسام حسن عبد البديع - حسام حسن - حسن الشامي - خالد قمر - دييجو كالديرون - رجب نبيل - شكري نجيب - صالح جمعة - طارق طه | طرد - عاشور الأدهم - عماد السيد - عمر بسام - فرانك إلفيس - كريم العراقي - محمد أسعد - محمد أنور - محمد إبراهيم - محمد جبر - محمد حجاج - محمد حسن - محمد سالم - محمد فاروق - محمود القط - محمود معاذ - محمود وحيد - نصر رمضان - هشام شحاتة - ياسر إبراهيم | 10 إنذارات - حسام حسن عبد البديع 9 إنذارات - حمدي فتحي - رامي صبري - طارق حامد 8 إنذارات - إبراهيم حسن - عبد العزيز موسى - عمر بسام 7 إنذارات - السيد فريد - أحمد سعيد أوكا - أحمد عبد العزيز مودي - أوميد اوكري - حجاج عويس - عاصم صلاح - لؤي وائل - محمد أبوالمجد - محمد سوستة - محمود القط - مؤمن ابراهيم - ياسر إبراهيم | 6 إنذارات - الهاني سليمان - إيميكا ايزي - باهر المحمدي - بلال جمال - حسن الشامي - جون أنطوي - دييجو كالديرون - صلاح سليمان - عماد حمدي - محمد التوني - محمد فتحي - نور السيد 5 إنذارات - إسلام صلاح - أحمد رؤوف - أحمد سامي - أحمد صابر - حازم إمام - حسني عبد ربه - خالد رضا - رجب بكار | 5 إنذارات - رضا العزب - سليم عبد الخالق - صلاح ريكو - طارق طه - شكري نجيب - صالح موسى - عمر السعيد - عمرو موسى - فرانك ستيفن - فوزي علي - كريم طارق - محمد بازوكا - محمد حسن - محمد سالم - محمد عادل جمعة - محمود المغربي - محمود عبد العزيز - محمود غالي - محمود مسعود - مصطفى عز الدين - مهند مصطفى لاشين - موسى داو | 4 إنذارات - إسلام جمال - إسلام عيسى - إيريك تراوري - أحمد الشناوي - أحمد بحبح - أحمد جمعة - أحمد خالد - توريك جبرين - جهاد جنيدي - جوزيف بيساه - جونيور أجاي - حمادة طلبة - خالد سطوحي - رشاد فاروق - سيف الدين الجزيري - شيميلس بيكيلي - عاشور الأدهم - علي عيد - عماد السيد | 4 إنذارات - فريد شوقي - محمد الشاذلي - محمد جبر - محمد حمدي - محمد حمدي زكي - محمد شطة - محمد صادق - محمد فاروق - محمد كوفي - محمود الزنفلي - محمود توبة - محمود رزق - محمود وحيد - مروان النجار - مصطفى أمين - مصطفى محمد أحمد - ناصر منسي - هشام شحاتة | 3 إنذارات - إبراهيم يحيى - إسلام رشدي - إسلام فؤاد - إيسوف واتارا - أحمد مجدي الحسيني - أريستيد بانسي - باتريك مالو - حازم ممدوح - حسين الشحات - ديفيد أوفي - رجب نبيل - ريتشارد بافور - سيدرك اندو - صالح جمعة - صلاح أمين - صلاح محسن - طاهر محمد طاهر - طه عادل - عصام صبحي - عصام ثروت - علاء علي | 3 إنذارات - علي العربي - علي جبر - علي مهاب الفيل - عمرو السولية - مانوتشو - محمد العشري - محمد أبو جبل - محمد إبراهيم - محمد أشرف محمد - محمد أسعد - محمد رزق - محمد زيكا - محمد عبد الله - محمد عبد المجيد - محمد عصام - محمد عواد - محمد محسن - محمود شعبان - محمود متولي - نصر رمضان - وليد حسن |

|  | 2 إنذارات - إسلام جمال فؤاد - إسلام صالح - إسلام صيام - إسلام طارق - إسلام محارب - إيريك جوزيف - أبو بكر ديارا - أحمد الشناوي - أحمد شديد قناوي - أحمد عبد الظاهر - أحمد علي عبد العزيز - أحمد علي كامل - أحمد السباعي - أحمد العجوز - أحمد تمساح - أحمد جمال - أحمد حمبوزو - أحمد حمص - أحمد سالم صافي - أحمد شكري - أحمد صبحي - أحمد عفيفي - أحمد محسن - أحمد مسعود - أحمد نبيل مانجا - أمير عابد - أوتشي اوهرولام - أيمن أشرف - أيمن حفني | 2 إنذارات - بهاء مجدي - حسام سلامة - حسين حلمي - خالد قمر - خالد عبد الرازق - رمضان ربيع - سادو سانبوري - سعد سمير - سعيد مراد - سمير فكري - شريف حازم - شريف دابو - شوقي السعيد - صبري رحيل - عبد الحميد سامي - عبد الرحمن عامر - عبد العزيز الشاعر - عبد العزيز توفيق - عرفة السيد - علي فرج - عمر النجدي - عمر رضوان - عمرو حسن - عمرو عبد الفتاح عموري - كريم العراقي - محمد الشامي - محمد بسام - محمد جابر - محمد حجاج | 2 إنذارات - محمد خليفة - محمد دبش - محمد شريف - محمد طارق - محمد عبد العاطي - محمد عبد الغني - محمد عبد المنصف - محمد علي منصر - محمد عنتر - محمد مرسي - محمد مسعد - محمود حمدي - محمود رضا - محمود صلاح عبد الناصر - جنش - محمود علاء - مصطفى محمد مارسيلو - مصطفى شبيطة - معتمد محسن - ناصر ماهر - نبيل دونجا - هاني العجيزي - هاني سعيد - هشام فتح الله - وائل فرج - وليد أزارو - وليد عادل - يوسف أوباما | 1 إنذار - إبراهيم صلاح - اسامه جلال - السيد الشبراوي - السيد سالم - اوغستين اوكرا - إسلام سري - إسلام عبد النعيم عبد القادر - إسلام مصطفى - إسلام يوسف شرقية - إسماعيل يورنوجو - إيمانويل باناهيني - أحمد أبو الفتوح - أحمد اسماعيل - أحمد الألفي - أحمد الصعيدي - أحمد توفيق - أحمد حمودي - أحمد سبيحة - أحمد سعيد - أحمد سعيد محمد - أحمد عادل عبد المنعم - أحمد عبد الرحمن زولا - أحمد عبد الواحد - أحمد علاء الدين - أحمد عيد عبد الملك - أحمد فتحي - أحمد مصطفى لالا - أحمد يوسف - أسامة محمد - باسم علي - باسم مرسي - بانو دياوارا - بلال زكريا | 1 إنذار - بنجامين أشيمبونج - بوجان ناجدينوف - بينسون شيلونجو - تالا نداييه - جون مانجا - جيروم ويا - جيفت لينك - حسام أسامة - حسام جلال - حسام عاشور - حسن واسوا - حسني فتحي - حسين الحسيني - حمادة الغنام - خالد لطفي - خالد متولي الغندور - ديديه كوري - رمزي خالد - ريتشارد بورو - شافيو موموني - شريف رضا - شيباني تراوري - صلاح عاشور - طارق سليم - طه ابراهيم - عمر جمال - عامر محمد عامر - عبد الرحمن بودى - عبد الرحمن خالد - عبد العزيز البلعوطي - عبد العزيز إمام - عبد الله جمعة عواض | 1 إنذار - عبد الناصر محمد - عبد الرحمن فاروق - عبدالرحمن مجدي - عبد الله السعيد - عبدالله بكري - علاء البدرى - علي معلول - عماد علاء - عمار حمدي - عمر رجب - عمر طارق الوحش - عمر فتحي - عمرو الحلواني - عمرو طارق - فادي نجاح - فرانك إلفيس - كابونجو كاسونجو - كريم بامبو - كريم بدير - كريم مصطفى - كريم ممدوح - محمد الدسوقى - محمد الشناوي - محمد أحمد كامل - محمد أنور - محمد بسيوني - محمد جمال - محمد جمال تريكة - محمد حسن ميدو - محمد رزق إمام - محمد ريفى - محمد سمير - محمد شوقي غريب | 1 إنذار - محمد عادل عبد الفضيل - محمد عبد السلام - محمد عبد اللطيف غريندو - محمد كاماتشو - محمد كريم - محمد مجدي - محمد مصطفى - محمد هاشم - محمد هشام - محمود البدرى - محمود السيد قارني - محمود الغرباوي - محمود حمادة - محمود صقر - محمود فتح الله - محمود فتحي - محمود فهمي - محمود كابونجا - محمود مرعي - محمود معاذ - محمود منصور - مصطفى الجمل - مصطفى رجب - مصطفى عوض - معاذ الحناوي - مهاب سعيد - معروف يوسف - مهدي سليمان - مؤمن عاطف - ناجي جدو - هشام محمد - وليام - وليد سليمان |